# Список альбомов № 1 в США в 2024 году (Billboard)

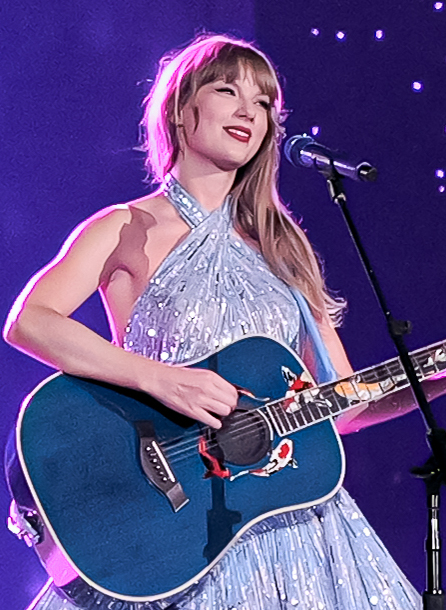
В январе лидировал четвёртый перезаписанный альбом Тейлор Свифт 1989 (Taylor’s Version), а в мае—августе и декабре The Tortured Poets Department, в сумме 19 недель

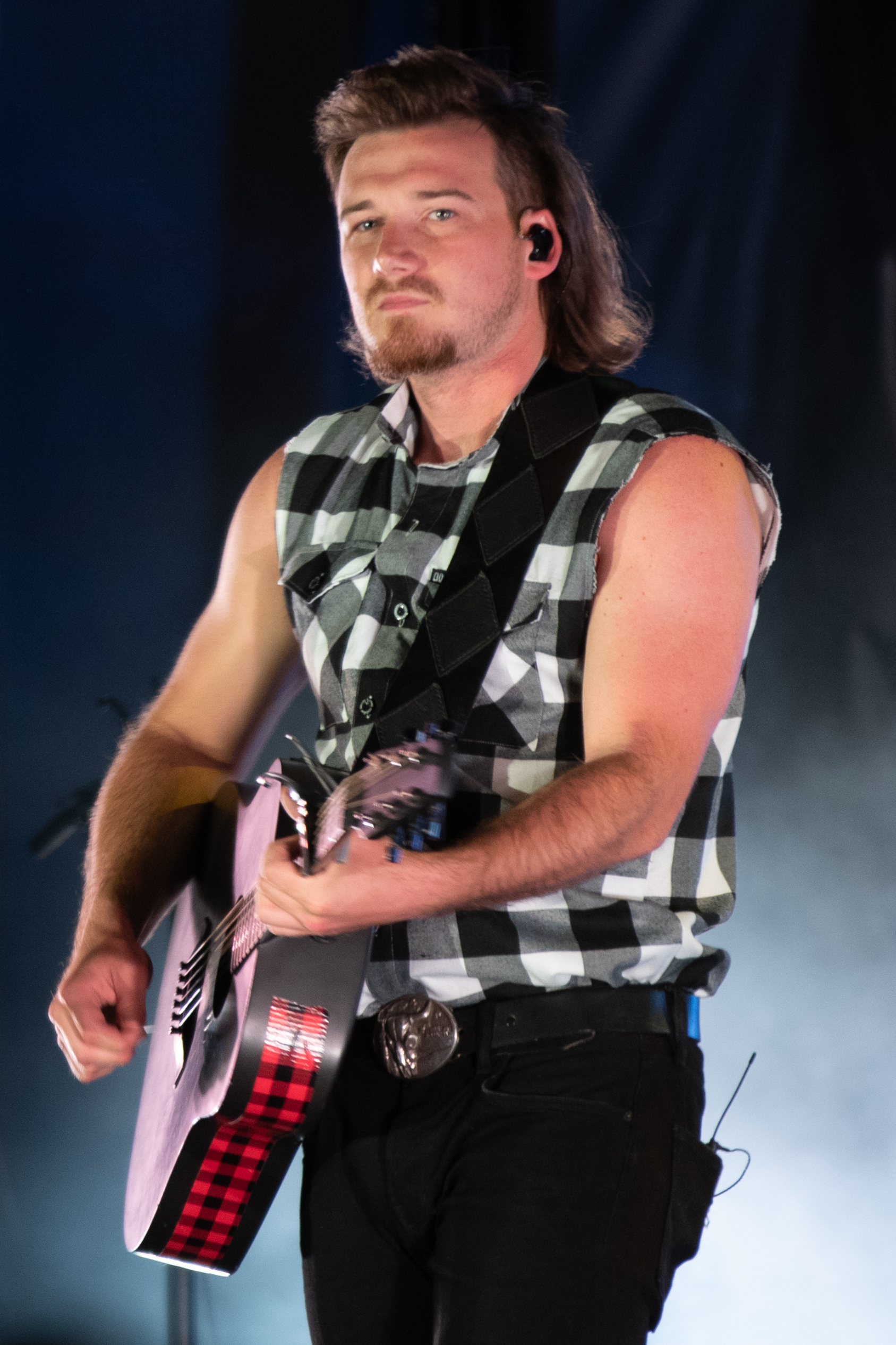
Кантри-музыкант Морган Уоллен лидировал со своим альбомом One Thing at a Time.

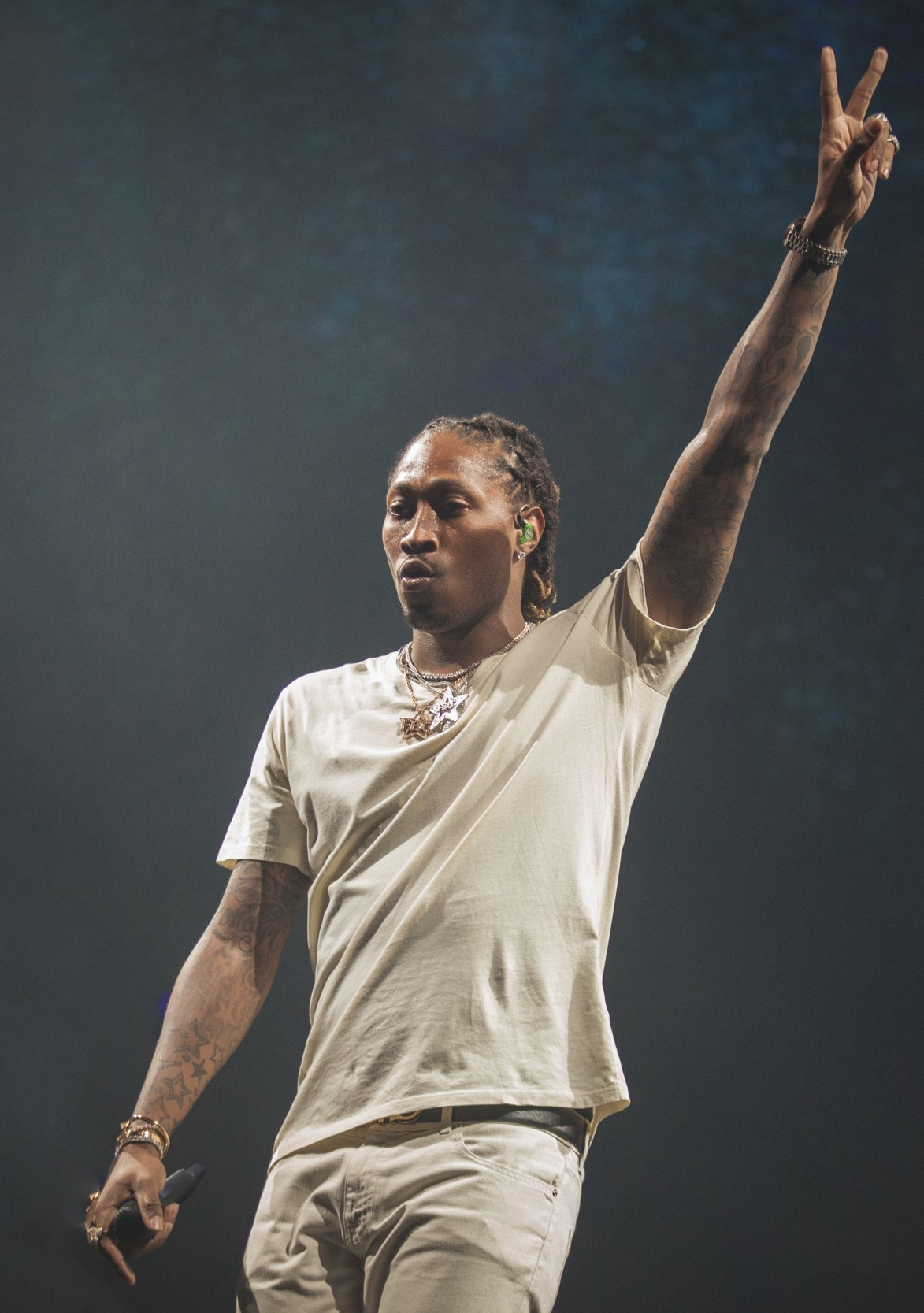
Американский рэпер Фьючер выпустил три альбома-чарттоппера за год

Список альбомов № 1 в США в 2024 году (#1 2024 Billboard 200) включает альбомы, возглавлявшие главный хит-парад Северной Америки каждую из 52 недель 2024 года по данным старейшего музыкального журнала США Billboard (данные становятся известны заранее, так как публикуются в сети на неделю вперёд) и службы Luminate.

## История
- 6 января на первом месте пятую в сумме неделю находился альбом 1989 (Taylor’s Version) американской певицы Тейлор Свифт (13-й чарттоппер). Это позволило Свифт установить новый рекорд для солистов. Общее количество недель, проведенных всеми её альбомами на первом месте, достигло 68 недель, что позволило ей превзойти Элвиса Пресли по количеству недель, проведенных на первом месте среди солистов. Он провел 67 недель на первом месте благодаря своим 10 альбомам, занявших первое место в чартах в 1956—2002 годах. Больше недель на первом месте только у группы The Beatles — рекордные 132 недели на вершине за 19 альбомов № 1 в 1964—2001 годах[2][a].
- 20 января на первое место вернулся альбом One Thing at a Time кантри-музыканта Моргана Уоллена, 17-я неделя на вершине чарта. Диск дебютировал на первом месте в марте 2023 года и до сих пор не покинул топ-10, продержавшись там 45 недель подряд[3].
- 17 февраля на первом месте дебютировал сборник лучших хитов 35 Biggest Hits кантри-музыканта Тоби Кита (1961—2024), его пятый чарттоппер и первый с 2010 года. Впервые он вышел в 2008 году и тогда достиг позиции № 2. Сборник включает 31 песню Кита из его 42 входивших в топ-10 Hot Country Songs, включая 15 из его 20 хитов номер один[4].
- 24 февраля на первом месте дебютировал альбом Vultures 1 американской супергруппы в составе рэпера Канье Уэста (11-й его чарттоппер), Ty Dolla Sign и других[5].
- 23 марта на первом месте дебютировал альбом Eternal Sunshine американской певицы Арианы Гранде (6-й её чарттоппер)[6][b].
- 6 апреля на первом месте дебютировал альбом We Don’t Trust You американского рэпера Фьючера (его 9-й чарттоппер) и продюсера Metro Boomin (его 4-й номер один)[7].
- 13 апреля на первом месте дебютировал альбом Cowboy Carter американской певицы Бейонсе (её 8-й чарттоппер) с тиражом 407 000 альбомных эквивалентов. Он также возглавил Top Country Albums, Americana/Folk Albums и Top Album Sales[8].
- 27 апреля на первом месте дебютировал альбом We Still Don’t Trust You американского рэпера Фьючера (его 10-й чарттоппер) и продюсера Metro Boomin (его 5-й номер один), ставший вторым за год успехом коллаборации рэперов. Одновременно их предыдущий диск We Don’t Trust You поднялся на третье место. За последние 20 лет было всего семь случаев, когда два альбома одного исполнителя попадали в тройку лидеров одновременно. Принс сделал это дважды после своей смерти в 2016 году (The Very Best of Prince и саундтрек Purple Rain в чартах с 7 по 14 мая 2016 года), Фьючер — один раз в 2017 году, когда его альбомы подряд стали № 1 (Future и HNDRXX в чарте от 18 марта 2017 года), Тейлор Свифт — трижды (26 декабря 2020, с Evermore и Folklore; и 9 и 23 декабря 2023, с 1989 (Taylor’s Version) и Midnights), а теперь Фьючер и Metro Boomin в последнем чарте с We Don’t Trust You и We Still Don’t Trust You[9].
- 4 мая на первом месте дебютировал альбом The Tortured Poets Department американской певицы и автора песен Тейлор Свифт с крупнейшим тиражом в 2,61 млн альбомных единиц включая 1,9 млн чистых копий (цифровые и физические копии, из них 859 000 виниловых пластинок) и 891,34 млн стриминг-потоков для 31 песни альбома. Эти впечатляющие цифры означают самую большую неделю потокового вещания для альбома в истории, вторую самую большую неделю для альбома (по общему количеству эквивалентных единиц альбома) с тех пор, как Billboard 200 начал измерять единицы в декабре 2014 года, третью самую большую неделю продаж (по традиционным продажам альбомов) в современную эпоху (с тех пор, как Luminate начал электронное отслеживание продаж в 1991 году) и самую большую неделю продаж альбома на виниле в современную эпоху. Это её 14-й чарттоппер, повтор рекорда солистов: столько же у рэпера Jay-Z, а больше только у The Beatles (19)[10].
- 1 июня пятую неделю на первом месте находился альбом The Tortured Poets Department (74-я суммарная неделя альбомов Свифт на первом месте, рекорд среди солистов)[11] с тиражом 378,000 единиц, а на втором месте дебютировал альбом Билли Айлиш Hit Me Hard and Soft с тиражом 339,000 единиц. Таким образом, битва двух поп-гигантов привела к тому, что впервые за 8 лет сразу два альбома в одну неделю имели тираж более 300 тыс. единиц[12][c].
- 6 июля альбом The Tortured Poets Department лидировал 10-ю неделю, а Тейлор Свифт стала пятым музыкантом в истории, чьи три или более альбома провели 10 и более недель на первом месте. Ранее этого удалось достичь Уитни Хьюстон (в 1986—93 годах), The Beatles (в 1964—67 годах), The Kingston Trio (в 1959—69 годах) и Элвису Пресли (в 1956—61 годах). Свифт — единственная исполнительница с тремя альбомами, которые провели не менее 10 недель на первом месте в этом столетии[13][d].
- 27 июля на первом месте дебютировал альбом The Death of Slim Shady (Coup de Grâce) рэпера Эминема с тиражом 281 000 альбомных эквивалентов, включая 164 500 стриминговых единиц (поэтому № 1 в Top Streaming Albums) и 114 000 чистых альбомных продаж. Став 11-м чарттоппером в чарте Billboard 200, альбом помог Эминему сравняться с Брюсом Спрингстином, Барброй Стрейзанд и Канье Уэстом по количеству номеров один в Billboard 200, деля с ними пятое место. Впереди них только четверо — The Beatles (рекордные 19 № 1), Jay-Z и Тейлор Свифт (по 14) и Дрейк (13)[14].
- 3 августа на первом месте дебютировал альбом Ate K-pop-группы Stray Kids, установив два исторических рекорда. Это их пятый подряд чарттоппер и они первая в истории группа с таким достижением. Ранее они лидировали с дисками Oddinary, Maxident (оба в 2022 году), Rock-Star и 5-Star (оба в 2023 году). Единственным артистом, дебютировавшим на первом месте в чартах с пятью первыми альбомами, был рэпер DMX в 1998—2003 годах с альбомами It’s Dark and Hell Is Hot (1998), Flesh of My Flesh, Blood of My Blood (1999), …And Then There Was X (2000), The Great Depression (2001) и Grand Champ (2003). Учитывая, что на втором месте был альбом MUSE, второй сольник певца Чимина (участник BTS), то эта неделя стала первой в истории, когда два первых места чарта занимают южнокорейские исполнители[15].
- 10, 17 и 24 августа свою 13-15-ю неделю на первом месте отметил альбом The Tortured Poets Department, что стало 82-84-й суммарной неделей лидерства всех альбомов Тейлор Свифт (больше только у The Beatles, 132 недели на № 1)[16][17][18].
- 31 августа на первом месте дебютировал кантри-альбом F-1 Trillion певца Post Malone, его 3-й чарттоппер, где 15 песен это совместные исполнения с кантри-звёздами, включая таких как Долли Партон, Хэнк Уильямс Jr., Брэд Пейсли, Блейк Шелтон, Морган Уоллен. Тираж составил 250 000 альбомных эквивалентных единиц, включая 164 000 SEA-единиц (или 212,86 млн on-demand стрим-потоков 27 песен с учётом делюксовой версии), 80 000 чистых продаж и 6 000 TEA-единиц. Альбом также возглавил Top Country Albums, Top Streaming Albums и Top Album Sales. Ранее он лидировал с альбомами Hollywood’s Bleeding (5 недель на № 1 в 2019 году) и Beerbongs & Bentleys (3, 2018)[19].
- В начале сентября (7,14 и 21) лидировал альбом Short n’ Sweet американской певицы Сабрины Карпентер[20].
- 28 сентября на первое место со 106-го поднялся альбом Days Before Rodeo рэпера Трэвиса Скотта, установив «виниловый рекорд» для рэп-альбомов, так как из 156 000 альбомных эквивалентов общего тиража на виниловое издание пришлось 149 тыс. экземпляров. Впервые диск вышел 23 августа и 7 сентября дебютировал на втором месте с тиражом 361 тыс. альбомных единиц (в основном цифровых продаж) и только сейчас в четвёртую неделю релиза вышло издание на виниловом носителе. Это также 6-й лучший виниловый тираж с 1991 года среди всех жанров. Для Скотта это его 4-й чарттоппер после Utopia (2023), Astroworld (2018) и Birds in the Trap Sing McKnight (2016)[21]. Это юбилейное переиздание в честь 10-летия Days Before Rodeo (2014), ремастерированная версия микстейпа. И это первый случай, когда полный микстейп будет доступен на потоковых платформах[22].
- 5 октября на первом месте дебютировал альбом Mixtape Pluto рэпера Фьючера, его 11-й чарттоппер (среди рэперов столько же у Эминема и Канье Уэста, 14 у Jay-Z и 13 у Дрейка) и третий альбом № 1 за шесть месяцев. Ранее, в 2024 году, Фьючер завоевал два № 1, выпустив два совместных с Metro Boomin альбома: We Don’t Trust You (дебют на вершине чарта 6 апреля) и We Still Don’t Trust You[англ.] (также дебют на 1 месте 27 апреля). Последним артистом, которому удалось записать три новых альбома № 1 быстрее, чем Future — который заработал свои три последних альбома всего за шесть месяцев — был коллектив Glee, который записал три саундтрека, занявших первые места в чартах, менее чем за два месяца в 2010 году. Если отбросить названия «Glee», поскольку это были саундтреки, а не традиционные альбомы, созданные артистами, то последним артистом, которому удалось завоевать три новых № 1 так же быстро, как Future, были The Beatles в 1965—1966 годах. Пятый, шестой и седьмой альбомы «четверки» стали № 1 за шесть месяцев: Beatles VI занял первое место в чарте 10 июля 1965 года, за ним последовал саундтрек Help! 11 сентября, а затем Rubber Soul 8 января 1966 года. (С тех пор как в марте 1956 года Billboard 200 начал публиковаться на регулярной еженедельной основе, ни один другой сольный исполнитель не набирал три новых № 1 так быстро, как Фьючер)[23].
- 19 октября на первом месте дебютировал альбом Moon Music британской рок-группы Coldplay, её 5-й чарттоппер. До этого в списке лидировали их альбомы Ghost Stories (2014), Mylo Xyloto (2011), Viva la Vida or Death and All His Friends (2008) и X&Y (2005). Среди британских групп Coldplay занимают четвёртое место по количеству альбомов № 1 в Billboard 200. Лидируют The Beatles, у которых 19 лидеров. На втором месте — Rolling Stones с девятью, на третьем — Led Zeppelin с семью альбомами № 1. Группы Coldplay, Pink Floyd и Wings (считая альбомы, записанные либо Wings, либо Полом Маккартни и Wings) идут вровень, имея по пять альбомов № 1[24].
- 7 декабря на первом месте дебютировал альбом GNX рэпера Кендрика Ламара, его 5-й чарттоппер после Mr. Morale & The Big Steppers (2022), DAMN. (2017), Untitled Unmastered (2016) и To Pimp a Butterfly (2015)[25].
- 14 и 21 декабря на первое место вернулся альбом The Tortured Poets Department Тейлор Свифт (16-я и 17-я недели на первом месте и 85-я и 86-я в сумме всех альбомов Свифт). 14 и 21 декабря это произошло благодаря первому физическому изданию Anthology (31 песня) на виниле и компакт-дисках с тиражом в 405 тыс. единиц. Из 368 000 чистых альбомных продаж (и 9-я неделя на № 1 в Top Album Sales) было 191 000 виниловых пластинок, 177 000 компакт-дисков, и ещё 37 000 SEA-единиц. Объявление о возвращении Poets на первое место приходится на тот же день (8 декабря), когда Свифт завершает свой тур The Eras Tour в Ванкувере после 149 концертов в 21 стране на пяти континентах. 21 декабря тираж составил 240 000 единиц (201 000 чистых альбомных продаж и 10-я неделя на № 1 в Top Album Sales)[26][26].
- 28 декабря на первом месте дебютировал альбом Hop южнокорейского бой-бэнда Stray Kids. Это шестой чарттоппер для группы, что делает поп-ансамбль первым, кто дебютировал на первом месте с первыми шестью изданиями в чарте за почти 69-летнюю историю чарта, начиная с 1956 года начала публикации Billboard 200. Stray Kids ранее лидировали с альбомами Oddinary и Maxident (оба в 2022), 5-Star и Rock-Star и (оба в 2023) и Ate (ранее в 2024). Кроме того, с шестым № 1 Stray Kids сравнялись с BTS, Linkin Park и Dave Matthews Band по количеству № 1 среди групп в Billboard 200 в этом столетии (с 2000 года)[27].

### Список альбомов № 1
| Дата        | Альбом № 1 недели                       | Исполнитель                | Ссылки          |
| ----------- | --------------------------------------- | -------------------------- | --------------- |
| 6 января    | 1989 (Taylor’s Version)                 | Тейлор Свифт               | [ 2 ] [ 28 ]    |
| 13 января   | 1989 (Taylor’s Version)                 | Тейлор Свифт               | [ 29 ] [ 30 ]   |
| 20 января   | One Thing at a Time                     | Морган Уоллен              | [ 3 ] [ 31 ]    |
| 27 января   | American Dream                          | 21 Savage                  | [ 32 ] [ 33 ]   |
| 3 февраля   | American Dream                          | 21 Savage                  | [ 34 ] [ 35 ]   |
| 10 февраля  | One Thing at a Time                     | Морган Уоллен              | [ 36 ] [ 37 ]   |
| 17 февраля  | 35 Biggest Hits                         | Тоби Кит                   | [ 4 ] [ 38 ]    |
| 24 февраля  | Vultures 1                              | Канье Уэст и Ty Dolla Sign | [ 5 ] [ 39 ]    |
| 2 марта     | Vultures 1                              | Канье Уэст и Ty Dolla Sign | [ 40 ] [ 41 ]   |
| 9 марта     | With You-th                             | Twice                      | [ 42 ] [ 43 ]   |
| 16 марта    | One Thing at a Time                     | Морган Уоллен              | [ 44 ] [ 45 ]   |
| 23 марта    | Eternal Sunshine                        | Ариана Гранде              | [ 6 ] [ 46 ]    |
| 30 марта    | Eternal Sunshine                        | Ариана Гранде              | [ 47 ] [ 48 ]   |
| 6 апреля    | We Don’t Trust You                      | Фьючер и Metro Boomin      | [ 7 ] [ 49 ]    |
| 13 апреля   | Cowboy Carter                           | Бейонсе                    | [ 8 ] [ 50 ]    |
| 20 апреля   | Cowboy Carter                           | Бейонсе                    | [ 51 ] [ 52 ]   |
| 27 апреля   | We Still Don’t Trust You                | Фьючер и Metro Boomin      | [ 9 ] [ 53 ]    |
| 4 мая       | The Tortured Poets Department           | Тейлор Свифт               | [ 10 ] [ 54 ]   |
| 11 мая      | The Tortured Poets Department           | Тейлор Свифт               | [ 55 ] [ 56 ]   |
| 18 мая      | The Tortured Poets Department           | Тейлор Свифт               | [ 57 ] [ 58 ]   |
| 25 мая      | The Tortured Poets Department           | Тейлор Свифт               | [ 59 ] [ 60 ]   |
| 1 июня      | The Tortured Poets Department           | Тейлор Свифт               | [ 11 ] [ 61 ]   |
| 8 июня      | The Tortured Poets Department           | Тейлор Свифт               | [ 62 ] [ 63 ]   |
| 15 июня     | The Tortured Poets Department           | Тейлор Свифт               | [ 64 ] [ 65 ]   |
| 22 июня     | The Tortured Poets Department           | Тейлор Свифт               | [ 66 ] [ 67 ]   |
| 29 июня     | The Tortured Poets Department           | Тейлор Свифт               | [ 68 ] [ 69 ]   |
| 6 июля      | The Tortured Poets Department           | Тейлор Свифт               | [ 13 ] [ 70 ]   |
| 13 июля     | The Tortured Poets Department           | Тейлор Свифт               | [ 71 ] [ 72 ]   |
| 20 июля     | The Tortured Poets Department           | Тейлор Свифт               | [ 73 ] [ 74 ]   |
| 27 июля     | The Death of Slim Shady (Coup de Grâce) | Эминем                     | [ 14 ] [ 75 ]   |
| 3 августа   | Ate                                     | Stray Kids                 | [ 15 ]          |
| 10 августа  | The Tortured Poets Department           | Тейлор Свифт               | [ 16 ] [ 76 ]   |
| 17 августа  | The Tortured Poets Department           | Тейлор Свифт               | [ 17 ] [ 77 ]   |
| 24 августа  | The Tortured Poets Department           | Тейлор Свифт               | [ 18 ] [ 78 ]   |
| 31 августа  | F-1 Trillion                            | Post Malone                | [ 19 ] [ 79 ]   |
| 7 сентября  | Short n' Sweet                          | Сабрина Карпентер          | [ 80 ] [ 81 ]   |
| 14 сентября | Short n' Sweet                          | Сабрина Карпентер          | [ 82 ] [ 83 ]   |
| 21 сентября | Short n' Sweet                          | Сабрина Карпентер          | [ 20 ] [ 84 ]   |
| 28 сентября | Days Before Rodeo                       | Трэвис Скотт               | [ 21 ] [ 85 ]   |
| 5 октября   | Mixtape Pluto                           | Фьючер                     | [ 23 ] [ 86 ]   |
| 12 октября  | Short n' Sweet                          | Сабрина Карпентер          | [ 87 ] [ 88 ]   |
| 19 октября  | Moon Music                              | Coldplay                   | [ 24 ] [ 89 ]   |
| 26 октября  | Beautifully Broken                      | Jelly Roll                 | [ 90 ] [ 91 ]   |
| 2 ноября    | Lyfestyle                               | Yeat                       | [ 92 ] [ 93 ]   |
| 9 ноября    | Chromakopia                             | Tyler, the Creator         | [ 94 ] [ 95 ]   |
| 16 ноября   | Chromakopia                             | Tyler, the Creator         | [ 96 ] [ 97 ]   |
| 23 ноября   | Chromakopia                             | Tyler, the Creator         | [ 98 ] [ 99 ]   |
| 30 ноября   | Golden Hour: Part.2                     | Ateez                      | [ 100 ] [ 101 ] |
| 7 декабря   | GNX                                     | Кендрик Ламар              | [ 25 ] [ 102 ]  |
| 14 декабря  | The Tortured Poets Department           | Тейлор Свифт               | [ 26 ] [ 103 ]  |
| 21 декабря  | The Tortured Poets Department           | Тейлор Свифт               | [ 104 ] [ 105 ] |
| 28 декабря  | Hop                                     | Stray Kids                 | [ 27 ] [ 106 ]  |

### Комментарии
1. ↑  К 6 января 2024 года 68 недель на первом месте складывается из следующих показателей альбомов Тейлор Свифт в 2006—2024 годах:
1989 (Taylor’s Version) (5 недель на № 1, 2023-2024);
Speak Now (Taylor’s Version) (2, 2023);
Midnights (6, 2022—2023);
Red (Taylor’s Version) (1, 2021);
Fearless (Taylor’s Version) (2, 2021);
Evermore (4, 2020—2021);
Folklore (8, 2020—2021);
Lover (1, 2019);
Reputation (4, 2017—2018);
1989 (11, 2014—2015);
Red (7, 2012—2013);
Speak Now (6, 2010—2011);
Fearless (11, 2008—2009)[2].
2. ↑  Eternal Sunshine для Арианы Гранде стал её 6-м чарттоппером после Positions (2020), Thank U, Next (2019), Sweetener (2018), My Everything (2014) и Yours Truly (2013)[6].
3. ↑  Ранее было только 4 случая, когда сразу два альбома в одну неделю имели тираж более 300 тыс. единиц (начиная с введения учёта эквивалентных альбомных единиц в 2014 году):
  - 2016 (21 мая): Дрейк Views (№ 1 с тиражом 1,039 млн единиц), Beyoncé Lemonade (№№ 1→2, 321 000 единиц).
  - 2016 (14 мая): Бейонсе Lemonade (№ 1 с тиражом 653 000), Prince The Very Best of Prince (№№ 1→2, 391 000).
  - 2015 (5 декабря): Джастин Бибер Purpose (№ 1 с тиражом 649 000), One Direction Made in the A.M., (№ 2, 459 000).
  - 2014 (27 декабря): J. Cole 2014 Forest Hills Drive (№ 1 с тиражом 375 000), Тейлор Свифт 1989 (№№ 1→2, 324 000)[12].
4. ↑  Тейлор Свифт стала пятым музыкантом в истории, чьи три или более альбома провели 10 и более недель на первом месте. Ранее этого удалось достичь Уитни Хьюстон (три альбома, в 1986—93 годах; Whitney Houston с 14 неделями в 1986 году, Whitney с 11 в 1987 и саундтрек The Bodyguard с 20 неделями в 1992—93), The Beatles (четыре, в 1964—67 годах; Meet the Beatles! с 11 в 1964, саундтрек A Hard Day’s Night с 14 в 1964, Sgt. Pepper’s Lonely Hearts Club Band с 15 в 1967 и Abbey Road с 11 в 1969-70), The Kingston Trio (три, в 1959—69 годах; The Kingston Trio at Large с 15 в 1959, Sold Out с 12 в 1960 и String Along с 10 в 1960) и Элвисом Пресли (четыре, в 1956—61 годах; его эпонимичный альбом с 10 в 1956, саундтрек Loving You с 10 в 1957, саундтрек G.I. Blues с 15 в 1960—61 и саундтрек Blue Hawaii с 20 в 1961—62)[13].